# Victoria ångkvarn

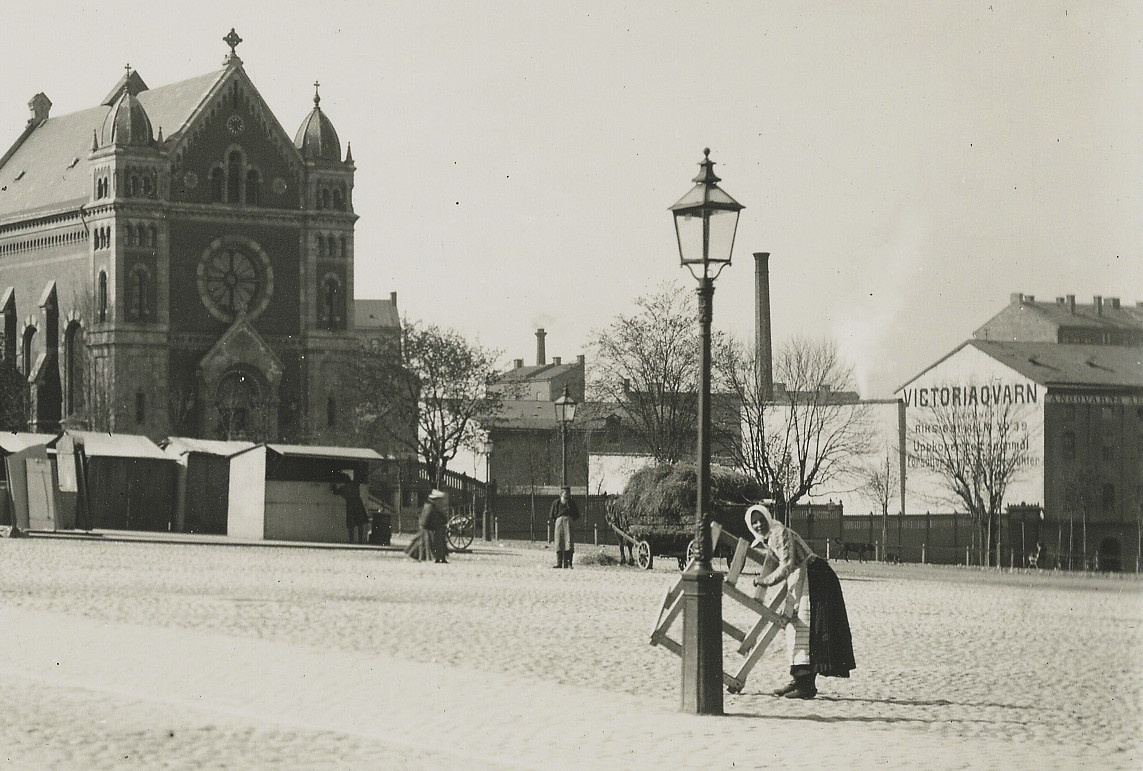
Stockholms katolska kyrka med Victoria ångkvarn längst till höger, ca 1900.

Victoria ångkvarn (ursprungligen Stockholms södra Ångqvarns- o. Vedsågeri-AB) var en ångdriven kvarn och såg i kvarteret Bryggaren på Södermalm i Stockholm. Kvarnen anlades 1876 vid dåvarande Pilgatan 2 (numera Folkungagatan 44). Verksamheten lades ner 1910.

## Historik

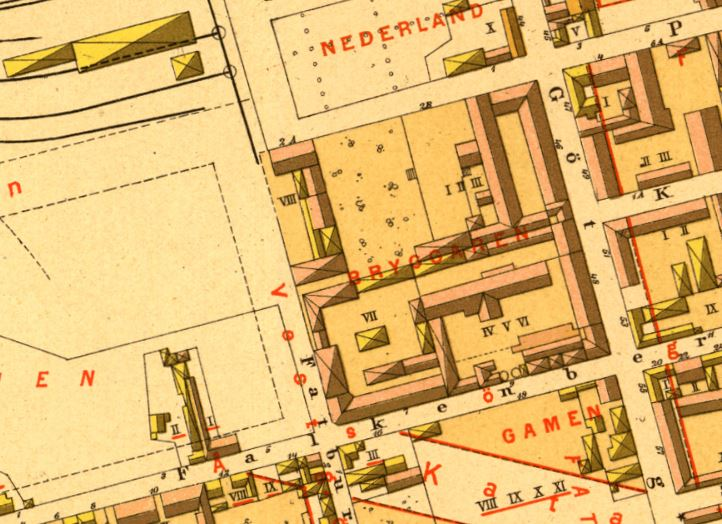
Kvarteret Bryggaren, 1885.

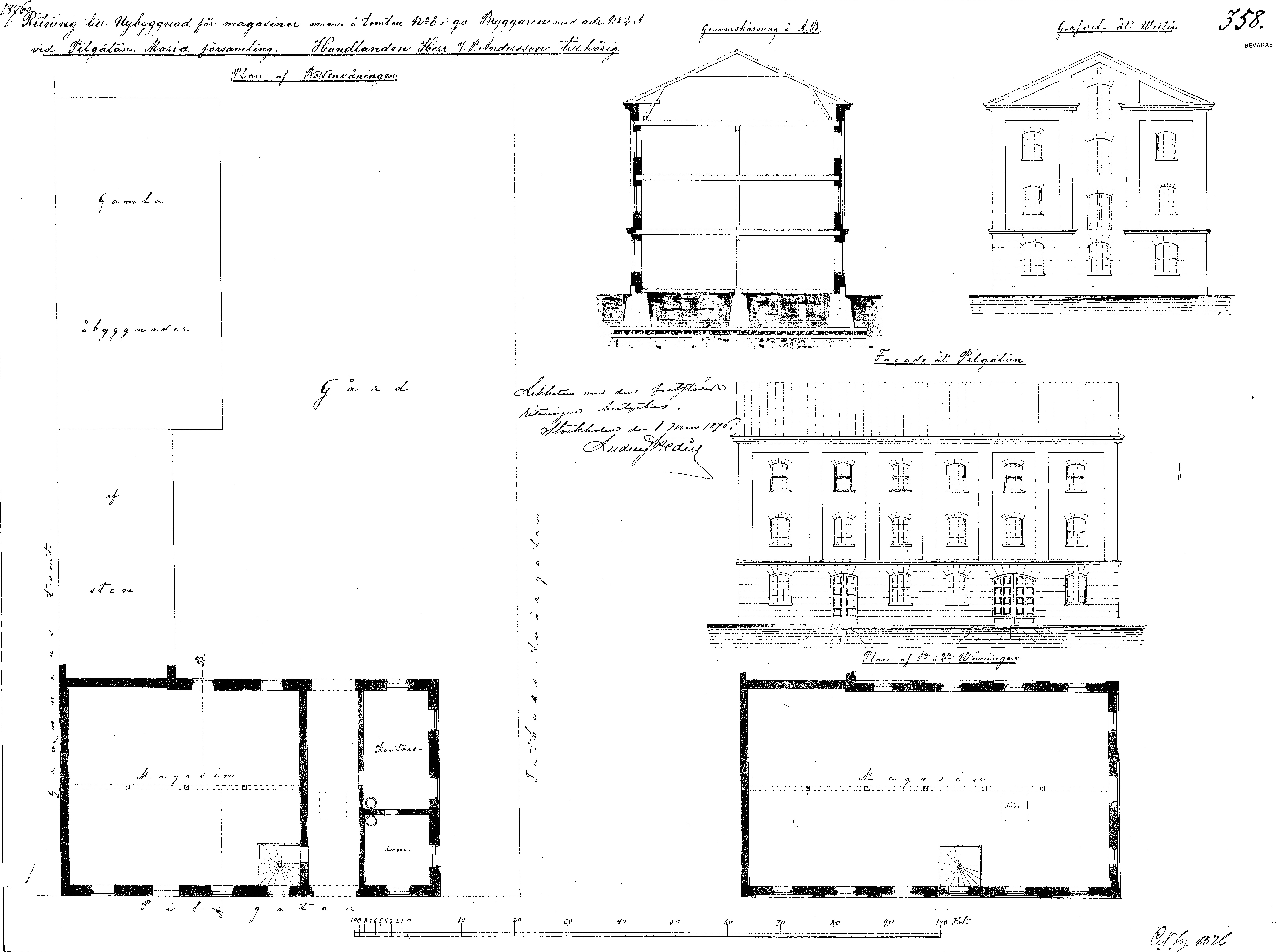
Nybyggnad för kommissionshandlaren Johan Petter Andersson, 1876.

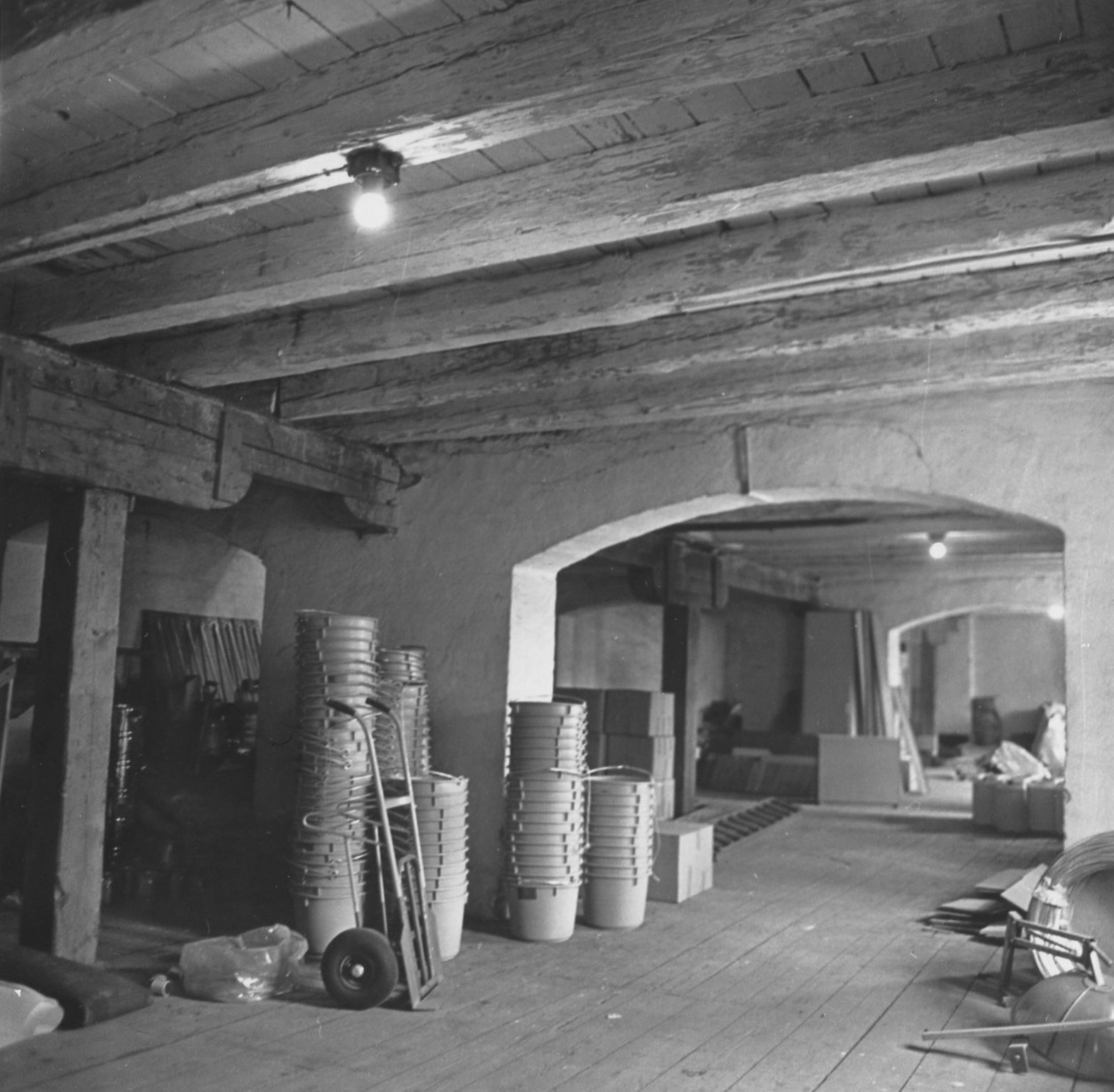
Interiör av magasinsbyggnad uppförd 1878 för Stockholms södra Ångqvarns- o. Vedsågeri-AB strax före rivningen 1972.

Victoria ångkvarn var en av kvarnarna som anlades i spåren av den industriella revolutionen. Ångkraft var mera pålitlig än vindkraft. Dessa ”ångkvarnar” eller ”eldkvarnar” kunde anläggas varsomhelst och gärna nära stora handelsplatser eller transportvägar. Den första ångdrivna kvarnen i Stockholm var Eldkvarn som byggdes år 1805 på Kungsholmen och vid Danviken uppfördes Saltsjökvarn, invigd 1891. 
Kommissionshandlaren Johan Petter Andersson inköpte 1869 en tomt i dåvarande kvarteret Bryggaren i Katarina församling. Under de närmast följande åren uppfördes på tomten sågverk med cirkelsåg och vedklyvningsmaskiner, ångmaskinhus och stall. 1876 utökades anläggningen med en byggnad tre våningar hög ångkvarn med magasin.
År 1882 uppges Stockholms södra Ångqvarns- o. Vedsågeri-AB i kvarteret Bryggaren, tomt VIII (dagens kvarteret Nattugglan). Intill låg Stockholms södra stations bangård som anlades på 1860-talet. Därifrån gick ett stickspår fram till huset. År 1890 kallas anläggningen för Ångkvarns AB Viktoria (adress Folkungagatan 2 A). Under 1890-talet gjordes flera till- och påbyggnader av byggnaderna.
På ett fotografi från sekelskiftet 1900 visande Sankt Eriks katolska domkyrka skymtar Victoria ångkvarns gavel med fasadtext längst ut till höger i bild. Mellan åren 1904 och 1909 återfinns "Victoriakvarns mjölbod" vid Lilla Nygatan 20. Verksamheten lades ned år 1910 och i oktober 1912 avhölls en offentlig auktion på Ångkvarn AB Victorias konkursmassa.

## Fastigheten efter ångkvarnens nedläggning
1913-1915 ombyggdes kvarnbyggnaden för Wilhelm Hellgren & Co:s tobaksfabrik som sedan tidigare hade sina lokaler i Bryggaren, tomter VI-VII. Efter att Hellgrens tobaksfabrik uppgått i statliga Svenska Tobaksmonopolet 1915 lades dock verksamheten ner 1922. Byggnaden övertogs istället av Konsumtionsföreningen Stockholm och användes som charkuterifabrik innan denna på 1930-talet flyttades till en då nybyggd anläggning i närbelägna kvarteret Fatburssjön (se KF:s centrallager). Kvarteret Bryggaren delades av på 1940-talet av Södergatan i två delar; Nattugglan och Ölbryggaren. Bryggaren 8 kom därefter att benämnas Ölbryggaren 1. 
Byggnaderna användes på slutet av småindustrier och som lager innan de slutligen revs 1972. Vid Stadsmuseets inventering året innan konstaterades att en magasinsbyggnad uppförd år 1878 troligtvis var av äldre datum då denna hade stora vertikala stöd av ekstockar som inte överensstämde med nybyggnadsritningarna samt att en av stockarna hade "CPA 14/5 1859" inristat.. På platsen uppfördes 1977-78 ett kontorshus för Kronofogdemyndigheten efter ritningar av arkitektkontoret EHKL (se Västgötagatan 5).. Kontorshuset ombyggdes 2015-2016 och nominerades till en av tio finalister till Årets Stockholmsbyggnad 2016.